# Tükörírás

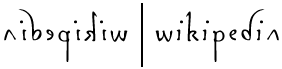
A „Wikipedia” szó Leonardo da Vinci kézírásstílusában

Tükörírásnak nevezzük azt az írási folyamatot, amikor a személy a szöveget a függőleges tengely mentén tükrözve, (latin betűk esetén) jobbról balra haladva írja. Az így írt szöveg tükörben nézve a megszokott módon néz ki.

## Leírás
A diszgráfia (írásképtelenség vagy írászavar) egyik tünete, általában olvasási zavarokkal együtt jelentkeznek. Csak akkor tekinthető betegségnek, ha az illető nem ismeri fel a normál irányú írást és nem is képes úgy írni.
Vannak, akik szándékosan írnak tükörírással, annak ellenére, hogy képesek a megszokott módon is írni. Balkezesek számára ez előnyös több okból is. Így lehetőségük nyílik arra, hogy lássák, amit írnak, nem takarják el a kezükkel. A papírt és kezüket így nem kenik össze azzal, hogy belenyúlnának a még meg nem száradt tintába. Továbbá a kezüket és vele együtt a betűket, számokat húzni számukra könnyebb jobbról balra. (Balról jobbra való írás esetében tolják a kezüket és nem húzzák a papír felett.)
A kutatások azt igazolják, hogy a tükörírásra való képesség örökölt tulajdonság és minden 6500 emberből 1 képes rá. A balkezesek között gyakoribb a tükörírásra való hajlam, ennek oka az agyuk nyelvi központjának eltérő szerkezete.

## Alkalmazása

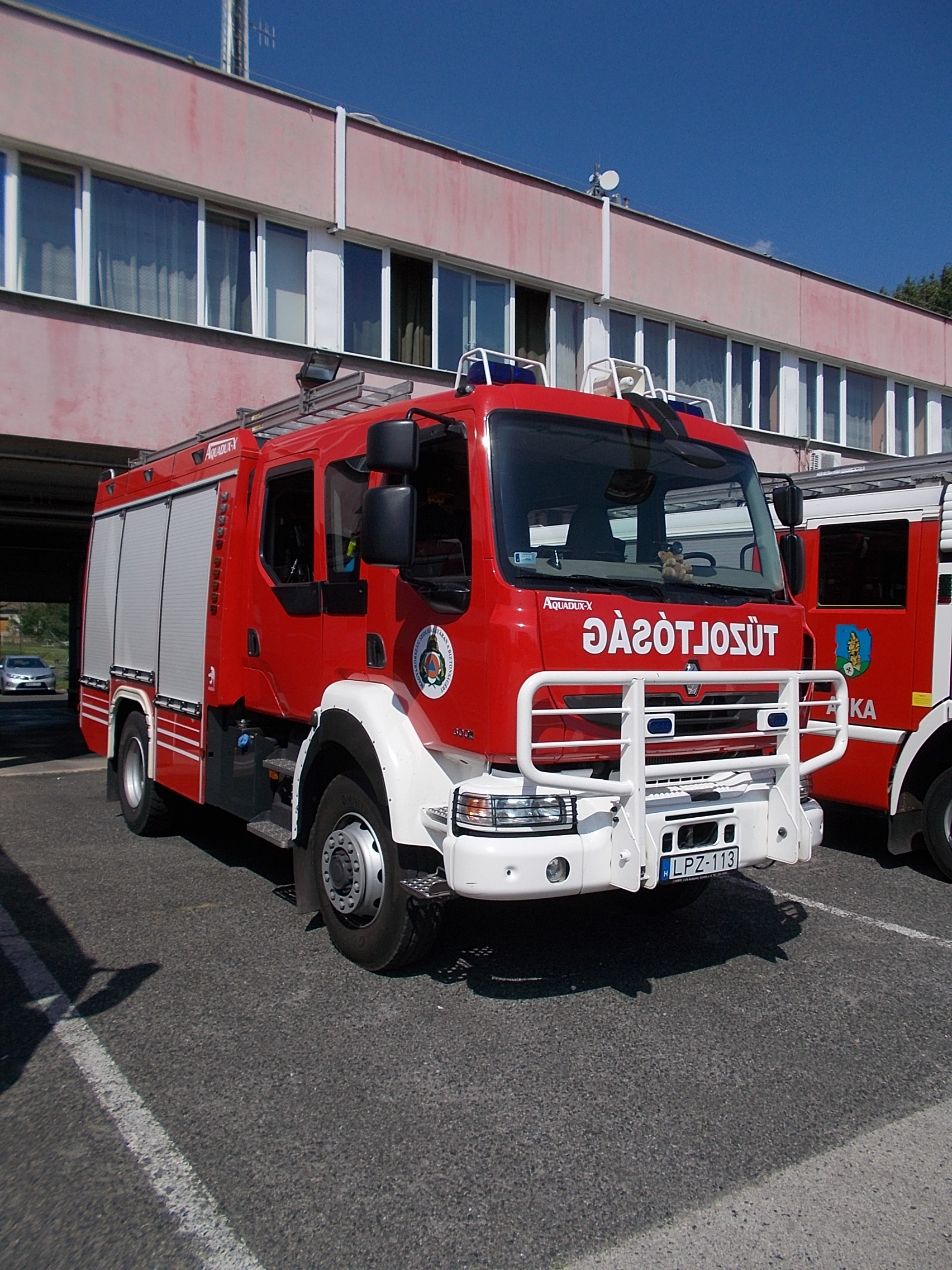
Tűzoltóautó tükörírással írt „TŰZOLTÓSÁG” felirattal

Egyfajta gyenge titkosírás is lehet, bár egy tükör segítségével bárki szabadon olvashatja, könnyen megfejthető.
A járművek elején gyakran látni tükörírással készült szöveget, melyet az előtte haladó sofőr a visszapillantó tükörben visszafordítva lát és így egyszerűen el tudja olvasni. Ilyen például a magyar tűzoltókon olvasható TŰZOLTÓSÁG, illetve a mentőkocsikon az AMBULANCE (mentőszolgálat) felirat.
A héber és arab írás és még sok más írásrendszer, például a rovásírás esetében az írásirány alapértelmezetten jobbról balra történik, itt a balról jobbra irány számít tükörírásnak.
Az ókori Görögországban volt használatos egy olyan írásmód (busztrofedon vagy ökörszántás), melynek alkalmazásakor balról jobbra haladtak először az írással, majd a sor végén nem ugrottak vissza a következő sor elejére, hanem tükörírással folytatták a következő sor végéről, jobbról balra haladva. Majd amikor a sor elejére ért a kéz, a következő sorban újból balról jobbra irányba írt. Így nem kellett a kezet (olvasáskor a szemet) visszavinni mindig a sor elejére, viszont egyik irányban mindenképp takarásba került a szöveg a kéz által és külön gyakorlatot igényelt a betűk fordított formálása és felismerésük az olvasás során.

### Leonardo da Vinci

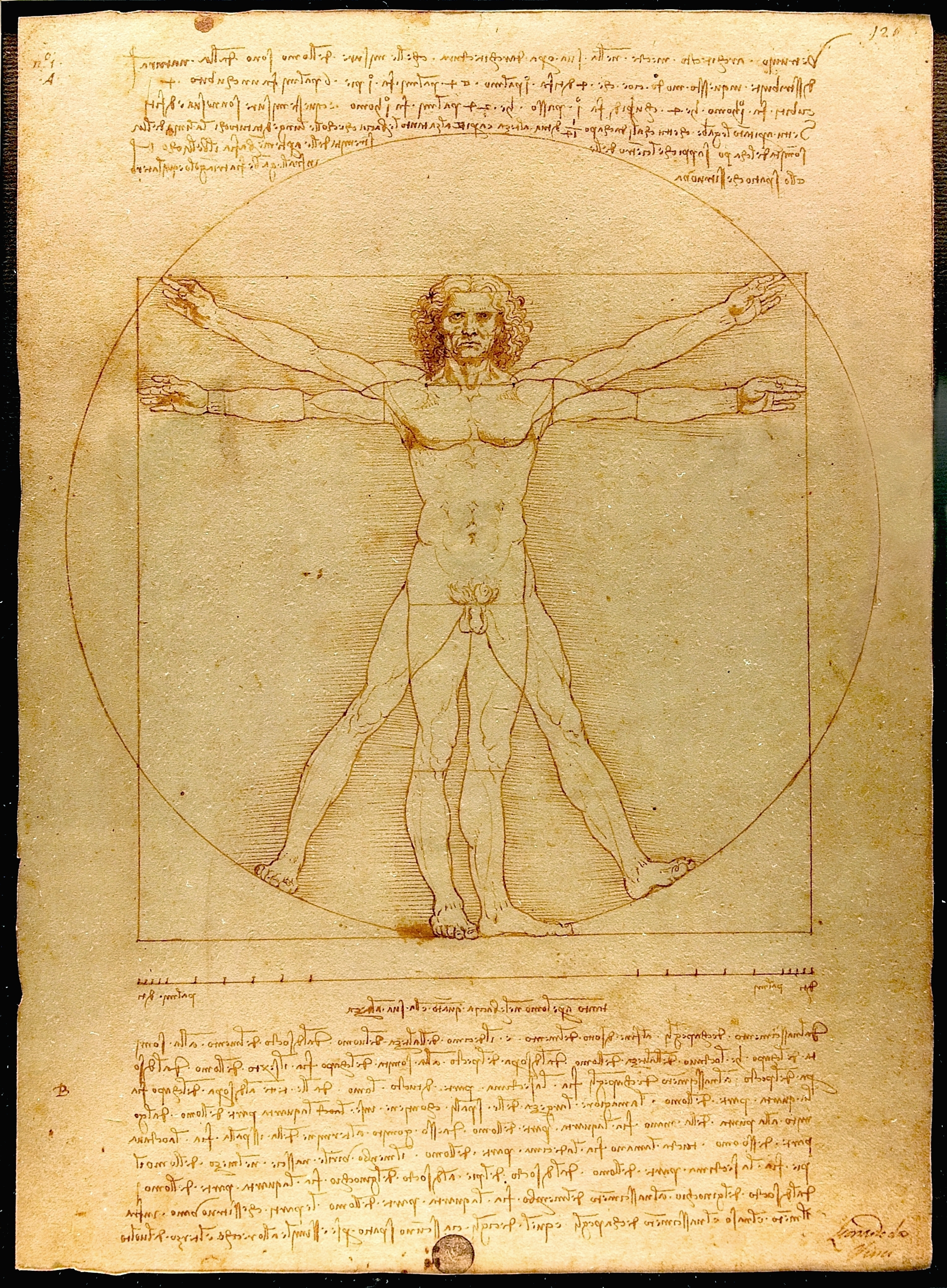
A Vitruvius-tanulmány Leonardo da Vinci tükörírással készült vázlata

Leonardo da Vinci – aki balkezes volt – híres arról, hogy tükörírással írta a jegyzeteit és csak a mások számára szánt szövegeket írta balról jobbra. Két feltevés létezik, hogy miért írt így. Az egyik szerint, a már korábban említett problémát (miszerint elkeni a még meg nem száradt tintát a kezével) kívánta elkerülni. A másik szerint így akarta elrejteni az ötleteit, nehogy mások ellopják, valamint a katolikus egyházzal való összetűzést szerette volna elkerülni. Tekintve Leonardo zsenialitását, ez utóbbi feltevés valószínűtlen: amennyiben rejtegetni, kódolni szerette volna a jegyzeteit, erősebb módszert talált volna fel a titkosításra.